# Luc Van der Stichelen
Luc Van der Stichelen (Basècles, 16 januari 1959) is een Belgisch politicus voor de PS.

## Levensloop
Van der Stichelen doorliep de humaniora aan het Atheneum van Péruwelz en studeerde daarna in 1981 af in de psycho-pedagogie aan de normaalschool van Doornik. Van 1981 tot 1982 was hij leraar in de lagere school van Grandglise, een deelgemeente van Belœil. Omdat hij militeerde voor de socialistische vakcentrale CGSP, werd hij in 1982 echter door het nieuwe rooms-blauwe gemeentebestuur aan de deur gezet. Vervolgens was hij van 1982 tot 1988 uitbater van het Volkshuis van Basècles, alsook commercieel verantwoordelijke bij de koffiefabriek van Chat Noir. Na de gemeenteraadsverkiezingen van 1988 kon Van der Stichelen zijn baan als gemeentelijk onderwijzer weer opnemen en kort nadien werd hij schooldirecteur, hetgeen hij bleef tot eind 2018.  
Hij werd zeer actief in het verenigingsleven van Picardisch Wallonië en werd in het midden van de jaren 1980 voorzitter van de organisatie achter het carnaval van Basècles. Hij werd ook politiek actief voor de PS en nam in 2006 voor het eerst deel aan de gemeenteraadsverkiezingen van Belœil, zonder echter verkozen te geraken. In 2012 en 2018 werd Van der Stichelen wel verkozen, maar hij nam beide keren zijn mandaten niet op om schooldirecteur te kunnen blijven. Wel zetelde hij van 2012 tot 2018 in de OCMW-raad van Belœil.
Bij de Waalse verkiezingen van mei 2014 was Van der Stichelen tweede opvolger op de PS-lijst in het arrondissement Doornik-Aat-Moeskroen. In december 2018 werd hij effectief lid van het Waals Parlement en het Parlement van de Franse Gemeenschap ter opvolging van Bruno Lefebvre, die ontslag had genomen om het burgemeesterschap in Aat op te nemen. Hij zetelde tot aan de Waalse verkiezingen van mei 2019 en stond toen opnieuw als tweede opvolger op de lijst. Tijdens zijn korte periode als parlementslid zetelde hij in het Waals Parlement in de commissie Leefmilieu, Openbare Werken en Ruimtelijke Ordening en in het Parlement van de Franse Gemeenschap in de commissie Begroting, Openbaar Ambt en Administratieve Vereenvoudiging.